# Vrijstaande goederenloods bij Station Soest
De Vrijstaande goederenloods bij Station Soest is een rijksmonument aan de Stationsweg 18 in de gemeente Soest in de provincie Utrecht. 
De loods staat zuidelijk van Station Soest en werd gebouwd in 1897 naar een ontwerp van J.F. Klinkhamer. De nokrichting van het zadeldak staat haaks op het spoor. De gevels zijn opgetrokken uit rode baksteen met horizontale banden van gele steen. De puntgevels zijn betimmerd met verticale delen. In de kopgevels zitten drie kleine vensters. De toegangsdeur bevindt zich in de zuidelijke gevel. 
De goederenloods heeft kenmerken van de neorenaissance- en chaletstijl. 